# Зигфрид линија
Првобитна Зигфридова линија представљала је сплет утврђења и тенковских препрека које је Немачка током Првог светског рата изградила на граници са Француском. Међутим, на енглеском говорном подручју назив Зигфридова линија најчешће се користио за сличну немачку одбрамбену линију из Другог светског рата изграђену као одговор на француску Мажино линију. У Немачкој је била позната под називом Западни бедем (Westwall), али су га савезници назвали по одбрамбеној линији из Првог светског рата.
Зигфридова линија или Запaдни бедем била је одбрамбени систем дугачак 630 km са преко 18.000 бункера, рововима и тенковским препрекама. Простирала се од Клевеа, на граници са Холандијом, дуж западне границе Немачког царства, све до града Вела на Рајни, на граници са Швајцарском. Више из пропагандних него из стратешких разлога, Адолф Хитлер планирао је 1936. године изградњу линије која је реализована у периоду од 1938. до 1940. године. Непосредно пре почетка изградње линије Немачка је 1936. прекршила Версајски и Локарнски споразум тако што је ремилитаризовала Рајнску област.

## Порекло назива „Западни бедем“
Данас се не зна са сигурношћу порекло немачког назива Западни бедем. Највероватније је да је овај назив ушао у популарну употребу од краја 1938. године. Нацистичка пропаганда у почетку није често користила овај назив, али је он постао општепознат од средине 1939. године јер је Хитлер 20. маја 1939. године послао „дневну заповест војницима и радницима на Западном бедему“. Званични назив линије до тада је зависио од програма изградње који су описани у следећем поглављу. Нпр. назив „Лимес програм“ је употребљен у циљу заваравања јавности како би се створила претпоставка да се ради о археолошком истраживању римских пограничних утврђења (лимеса) на простору некадашње римске провинције Горње Германије.

## Програми изградње, 1938—1940
Постојало је неколико различитих фаза у изградњи Зигфридове линије:
- Програм пограничне страже (пионирски програм) за изградњу најистуренијих положаја (1938)
- Лимес програм (1938)
- Ахен-Сар програм (1939)
- Утврђени положај Гелдерн између Бригена и Клева (1939—1940)
- Западна зона противваздушне одбране (1938)

Сви ови програми имали су приоритет због чега су грађевинарима биле на располагању све неопходне сировине.

## Типични, основни грађевински типови
На почетку сваког програма изградње израђивани су планови основног грађевинског типа који је затим грађен у великом броју, понекад и преко 1.000 објеката. Стандардизација бункера и тенковских препрека је била неопходна због недостатка сировина, транспортних средстава и радника.

### Пионирски програм
Током главне фазе пионирског програма изграђен је велики број малих бункера са три отвора, чији су зидови били дебели 50 cm и који нису обезбеђивали заштиту од напада бојним отровима. Посаде ових бункера нису имале обезбеђен смештај. На истуреним положајима изграђени су слични бункери са малим грудобраном на крову одакле је посада могла да врши осматрање терена. Све ове конструкције су већ биле застареле у тренутку изградње и могле су да пруже заштиту само од шрапнела и ручних бомби. Програм је реализовала „Погранична стража“ (Grenzwacht), мала војна група која је отпочела са активностима у Рајнској области одмах након њене ремилитаризације. Бункери су грађени у близини границе.

### Лимес програм
Лимес програм је покренут на основу Хитлеровог наређења да се појача систем утврђења на западној немачкој граници. Бункери који су изграђени у овој фази, током 1938. године имали су изузетно снажну конструкцију. Претпоставља се да је за израду костура сваког од ових бункера, познатих под називом „Тип 10", било потребно 20 људских година док је за његово попуњавање било неопходно 287 m³ бетона, што је довољно за изградњу омањег блока станова.
Таваница бункера била је дебела 1.5 m што се показало као недовољно још пре завршетка изградње. Укупно је изграђен 3.471 бункер „Тип 10" дуж читаве Зигфридове линије. Бункери су имали централну собу или склониште за 10 до 12 војника са улазом, степенасте отворе на задњој страни и борбено одељење које је било 50 cm више. Борбено одељење имало је отворе за митраљезе са предње и бочних страна и засебан улаз. Такође су постојале и пушкарнице док је читав бункер био тако изграђен да је био отпоран на напад бојним отровима.
Бункер је имао своју пећ за грејање са димњаком који је на спољном делу био заштићен густом решетком. Сваки војник је имао место за спавање и клупу док је официр у својој канцеларији имао столицу. У бункеру је било мало места: сваком војнику је било на располагању око 1 m² простора у скученој унутрашњости бункера.
У унутрашњости бункера још увек су видљиви натписи на зидовима „Зидови имају уши!" и „Угасите светла када су поклопци на отворима подигнути!" који је требало да припреме војнике за њихов задатак.

### Ахен-Сар програм
Бункери који су изграђени у склопу овог програма слични су бункерима изграђеним током Лимес програма; Тип 107 са двоструким митраљеским казаматима и бетонским зидовима дебелим 3.5 m. Једина разлика била је та што код овог типа нису постојали отвори са предње већ само са бочних страна бункера. Отвори су само изузетно били изграђени на предњој страни бункера и у том случају су били заштићени тешким металним вратима. Програмом су били обухваћени градови Ахен и Сарбрикен који су налазили западно од утврђених положаја изграђених у склопу Лимес програма.

### Западна зона противваздушне одбране
Западна зона противваздушне одбране простирала се паралелно са две претходне одбрамбене линије и састојала се углавном од противавионских кула на којима су се налазили положаји за немачке противавионске топове. Ове куле биле су заштићене бункерима изграђеним у склопу Лимес и Ахен-Саар програма.

### Утврђени положај Гелдерн
Утврђени положај Гелдерн продужио је Зигфрид линију на север све до града Клева на Рајни. Саграђен је по избијању Другог светског рата. Састојао се од засебних укопаних положаја који нису били опремљени артиљеријом и митраљезима али су били направљени од бетона због чега су били изузетно отпорни. Како би били мање уочљиви прављени су у близини фарми.

### Тенковске препреке
Испред утврђених положаја на Зигфрид линији изграђено је на десетине километара тенковских препрека које су због све облика биле познатије под називом "змајеви зуби" или „брадавице“ (на немачком Höcker, „грбе"). Препреке су се састојале од армираних бетонских блокова са заједничким темељом. Постојале су две врсте оваквих препрека: Тип 1938 са четири бетонска ступа и Тип 1939 са пет бетонских стубова који су расли ка крају препреке. Сврха ових тенковских препрека је била да смакну гусенице са непријатељских тенкова који покушају да их пређу или да их насаде на слабо оклопљен стомак и изложе га дејству противоклопне артиљерије. Поред стандардних изграђен је и читав низ различитих нестандардних тенковских препрека. Тамо где су постојале могућности противтенковски ровови испуњени су водом. Пример овакве препреке може се данас видети северно од Ахена у близини Гиленкирхена.

### Услови за рад током изградње
Највећи број бункера изграђених током пионирског програма направиле су приватне фирме али приватни сектор није био у могућности да обезбеди довољан број радника неопходан за реализацију програма који су уследили. Овај проблем је превазиђен захваљујући немачкој „Тот“ организацији названој по њеном оснивачу Фрицу Тоту. Уз помоћ ове организације обезбеђена је радна снага, понекад и пола милиона радника, за рад на Зигфрид линији. Транспорт материјала и радника обављала је компанија Дојче Рајхсбан која је искористила предности које јој је пружала мрежа стратешки изграђених железничких пруга чија је првобитна намена била да омогући транспорт и снабдевање немачке војске током Првог светског рата.
Услови за рад на градилиштима су били изузетно опасни: нпр. за транспорт и уградњу тешких оклопних плоча од којих су неке тежиле и до 60 t коришћени су најпримитивнији методи. Живот на градилишту је био досадан због чега је доста радника напустило посао.

### Оклопне плоче и наоружање
Немачка индустрија није била у могућности да испоручи довољан број оклопних плоча и наоружања за уградњу због чега су бункери на Зигфрид линији имали мали војни значај. Оклопне плоче употребљавале су се за израду отвора и поклопаца као и за оклопне куполе за кружну одбрану. Немачка је у великој мери зависила од увоза сировина неопходних за израду челика као што су никл и молибден, због чега су оклопне плоче или изостављене или су прављене од материјала лошег квалитета. Овај недостатак видљив је и на тадашњим пропагандним фотографијама Зигфрид линије.
Бункери су првобитно били опремљени топовима који су се у првој половини рата показали неадекватним због чега су демонтирани. Адекватно артиљеријско оруђе великог калибра, није могло бити монтирано у постојеће бункере због недостатка простора.

## Улога Зигфрид линије на почетку рата
Упркос чињеници да је Француска објавила рат Немачкој због напада на Пољску на почетку Другог светског рата, на Зигфрид линији све до почетка немачке кампање на западу није било већих сукоба. Уместо да се боре обе стране су се нашле у тзв. Лажном рату избегавајући директан сукоб. Из овог ратног периода честе су слике немачких и француских војника како суше веш или обрађују башту у близини својих бункера. Када је немачка кампања на западу завршена сва покретна оруђа са Зигфрид линије пребачена су на друге фронтове. Утврђени положаји су запуштени и ускоро су изгубили одбрамбени значај док су бункери коришћени као складишта за пољопривредне алатке.

## Реактивирање Зигфрид линије
Након искрцавања савезника у Нормандији 6. јуна 1944. године и неповољног развоја ситуације у Француској, Зигфрид линија је поново добила на значају. 24. августа 1944. године. Хитлер је издао наређење о обнављању положаја на овој одбрамбеној линији. На овим радовима учествовало је преко 20.000 радника, чланова Немачке националне радничке службе, од којих су многи били дечаци стари између 14-16 година. Локално становништво је такође учествовало у изградњу антитенковских препрека али је читав напор у светлу тоталне савезничке надмоћи у ваздуху био бесмислен.
Током ових радова постало је јасно да постојећи бункери нису способни да издрже напад противоклопног оруђа које је развијено током рата. За време ових радова гранични положаји ојачани су изградњом тзв. „Тобрук“ бункера са једним чланом посаде.

## Борбе на Зигфрид линији током 1944. год.
У августу 1944. године одиграле су се прве борбе на овој одбрамбеној линији. Најтеже борбе биле су на сектору линије код Хартгенвалда (Hürtgenwald) у Ејфелу (Eifel), 20 km југоисточно од Ахена. Током битке на овом јако пошумљеном терену губици америчке војске износили су 10.000 војника док немачки губици нису познати али се претпоставља да су износили око 12.000 војника.
Након битке код Хартгенвалда уследила је Арденска офанзива у рејону јужно од Хартгенвалда, између Моншауа (Monschau) и луксембуршког града Ехтернаха (Echternach). Ова офанзива је била последњи немачки покушај да се измени исход рата. Немачка војска је током офанзиве изгубила велики број војника и борбене технике али није успела да оствари задате циљеве.
До сукоба је долазило и на другим секторима Зигфрид линије. Посаде многих бункера одбиле су да се предају плашећи се да ће бити изведене пред војни суд. Многи немачки војници платили су овакву одлуку својим животом зато што утврђени положаји дуж линије нису пружали адекватну заштиту од артиљеријског и ваздушног напада.
У пролеће 1945. године предали су се последњи утврђени положаји на Зигфрид линији.